# 平常兼
平 常兼（たいら の つねかね）は、平安時代中期の武士。千葉氏初代当主。

## 略歴
平常長の子。下総国千葉郷に因んで千葉大介と号したとされ、これが千葉氏の始まりである。
後三年の役に父・常長と共に従事して功を立てたとされる。妻で常重の母である鳥海忠衡の娘は、この戦いの過程で結婚した可能性が高い（鳥海忠衡の出自は不明だが、姓名からすると海道平氏の者だと考えられる。清原成衡の実父とされる平忠衡のことか）。
千葉の姓は三男・常重が継承するが、常重は常兼の弟である上総介常晴の養子となって房総平氏の惣領の座も得る。これが一族内での抗争の原因となる。

## 系譜
- 父：平常長
- 母：不詳
- 妻：鳥海忠衡娘
  - 三男：千葉常重
- 生母不明
  - 十一男：海上常衡
  - 男子：白井常親
  - 男子：千葉常実
  - 男子：臼井常康
  - 男子：逸見常広
  - 男子：匝瑳常綱